# Janez Kadiš
Janez Kadiš, slovenski učitelj in lutkar, * 29. oktober 1927, Brezno, Podvelka, † 5. julij 1964, Maribor. 
Leta 1948 je končal učiteljišče v Mariboru. Po odsluženi vojaščini 1948 je poučeval v rojstnem Breznu in Radljah ob Dravi, na osnovni šoli Ivana Cankarja v Mariboru. Ravnatelj šole Janez Karlin je zelo podpiral lutkarstvo. Na Žolgarjevi osnovni šoli, danes OŠ France Prešeren na Žolgarjevi ulici je Kadiš osnoval lutkovno gledališče, dokler niso vsa lutkovna prizorišča preselili v center, v Zadružni dom na Partizanski cesti. Pri Kulturno umetniškem društvu Jože Hermanko v Mariboru je ustanovil lutkovno gledališče in ga vodil do leta 1958; s tem je postavil temelje stalnemu mariborskemu lutkovnemu gledališču. Kot lutkar solist je zlasti v severovzhodni Sloveniji obiskoval odročne zaselke. V kovčku je nosil dve lutki: Pavliho in partizana. Pavliha je bil humoristični lik, partizan pa je sodil v tiste povojne čase, konec 50-ih let. Lutke je uporabljal tudi pri učiteljskem delu in jih vpeljeval v učni proces. Na Cankarjevi šoli je vodil tudi lutkovni krožek. Priredil ali napisal je več lutkovnih iger.

## Izbrana bibliografija
- Pri Ježonovih ; Dedek Mraz prihaja : dve igri za ročne lutke (COBISS)